# Византинистика

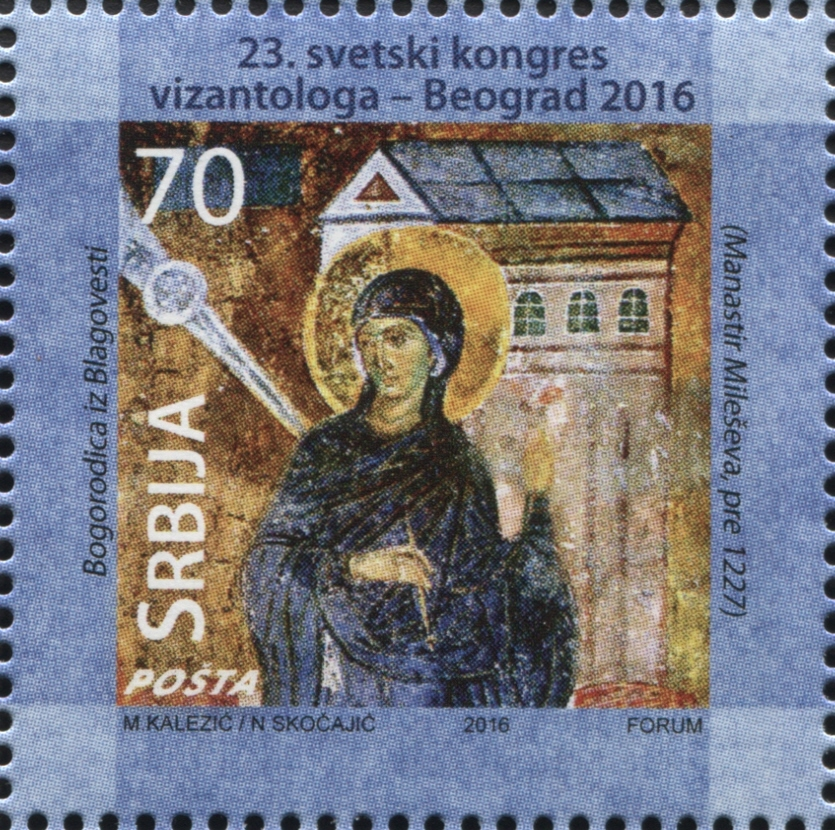
Почтовая марка Сербии 2016 года, посвящённая к XXIII международному съезду византиноведов в Белграде

Византини́стика (византоло́гия, византинове́дение) — гуманитарная междисциплинарная научная дисциплина, часть медиевистики. Основатель — немецкий историк Иероним Вольф. Предметом изучения является история и культура Византийской империи и населявших её народов.

## Византинисты
- Категория:Византинисты

### В России
Как отмечают, к середине 1930-х гг. византиноведение в СССР «едва теплилось: старая русская (позитивистская) византинистика умерла вместе с ее представителями на рубеже 1920-х — 1930-х гг., а новая советская (марксистская) — только зарождалась».
Особую роль в возрождении отечественного византиноведения в СССР сыграл академик Е. А. Косминский, под началом которого в 1943 г. в Институте истории АН СССР была создана группа по истории Византии; в 1955 году реорганизованная в отдельный сектор. В 1959 году во главе сектора станет ученица академика — З. В. Удальцова. Она указывается почти тридцать лет возглавлявшей советское византиноведение (как отмечают, именно под ее началом советская византинистика «в 1960-е — первой половине 1980-х гг. пережила подлинный расцвет: никогда ни до, ни после она не была столь хорошо организована, а ее деятельность — столь плодотворной и общественно-востребованной»).
Наряду с Е. А. Косминским и З. В. Удальцовой у истоков восстановления византинистики стоял М. В. Левченко — в 1938 г. он, будучи заведующим Ленинградским отделением Института истории (ЛОИИ АН СССР), образовал при нем византийскую группу, указываемую как первый научный коллектив подобного рода в СССР.
В 1947 г. был воссоздан «Византийский временник».

## Важнейшие научные журналы
- Византийский временник, Москва, ISSN 0132-3776
- Зборник радова Византолошког Института, Belgrade, ISSN 0584-9888.
- Byzantine and Modern Greek Studies, Oxford, ISSN 0307-0131.
- Byzantinische Zeitschrift, Munich, ISSN 0007-7704.
- Byzantinoslavica, Prague, ISSN 0007-7712
- Byzantion. Revue Internationale des Études Byzantines, Brussels.
- Dumbarton Oaks papers, Washington, ISSN 0070-7546.
- Gouden hoorn, Amsterdam, ISSN 0929-7820
- Jahrbuch der Österreichischen Byzantinistik, Vienna, ISSN 0378-8660.
- Revue des études byzantines, Paris, ISSN 0373-5729.
- Rivista di studi bizantini e neoellenici, Rome, ISSN 0557-1367.